# UH-1Y (航空機)
UH-1Y ヴェノム
「サンディエゴ」を発艦しようとするUH-1Y
- 用途：汎用ヘリコプター
- 製造者：ベル・ヘリコプター
- 運用者： アメリカ合衆国（アメリカ海兵隊）
- 初飛行：2001年12月20日
- 生産数：160機
- 運用開始：2009年1月
- 運用状況：現役
- ユニットコスト：2,620万USドル（2014年）
- 原型機：UH-1N ツインヒューイ

UH-1Y ヴェノム（英語: UH-1Y Venom）は、アメリカ合衆国のベル・ヘリコプターが同社のUH-1N ツインヒューイをアップグレードさせる形で開発（一部新造）した中型汎用ヘリコプターである。

## 概要
1996年にアメリカ海兵隊が発表したAH-1W スーパーコブラのAH-1Z ヴァイパーへの近代化改修計画と並行して、初飛行から既に30年が経過し、老朽化していたUH-1N ツインヒューイを改造する形で近代化改修させたのがUH-1Yである。
並行して行われた理由として、元々AH-1 コブラは、UH-1 ヒューイをベースとして開発された機体であり、当機と共通のコンポーネントを使用する事が可能で、開発・改造コストの抑制を行う事が可能であった。ただし、そのAH-1Zは機体の95%が新造という改修とは名ばかりの新型機で、従来のAH-1・UH-1との互換性がなくなったことから、今度は逆にAH-1Zと共通のコンポーネントを使用するUH-1Yが開発されたと言う事情がある。この試みにより、強襲揚陸艦への搭載に対応した折り畳み可能なブレード4枚構成のメインローター、新型トランスミッション、対電磁波能力、塩害対策、新型光学センサー、T700-GE401C エンジン2基が搭載され、AH-1Zと84%の共通性が付与された。また、コックピットに関しては、大型多目的表示ディスプレイ4つおよび方位計2つずつから構成されるグラスコックピットに換装され、システムもAH-1Zと同一である。その他、UH-1Nと比較して速度・搭載能力の向上が図られ、ヘッドマウントディスプレイでの夜間飛行にも対応している。

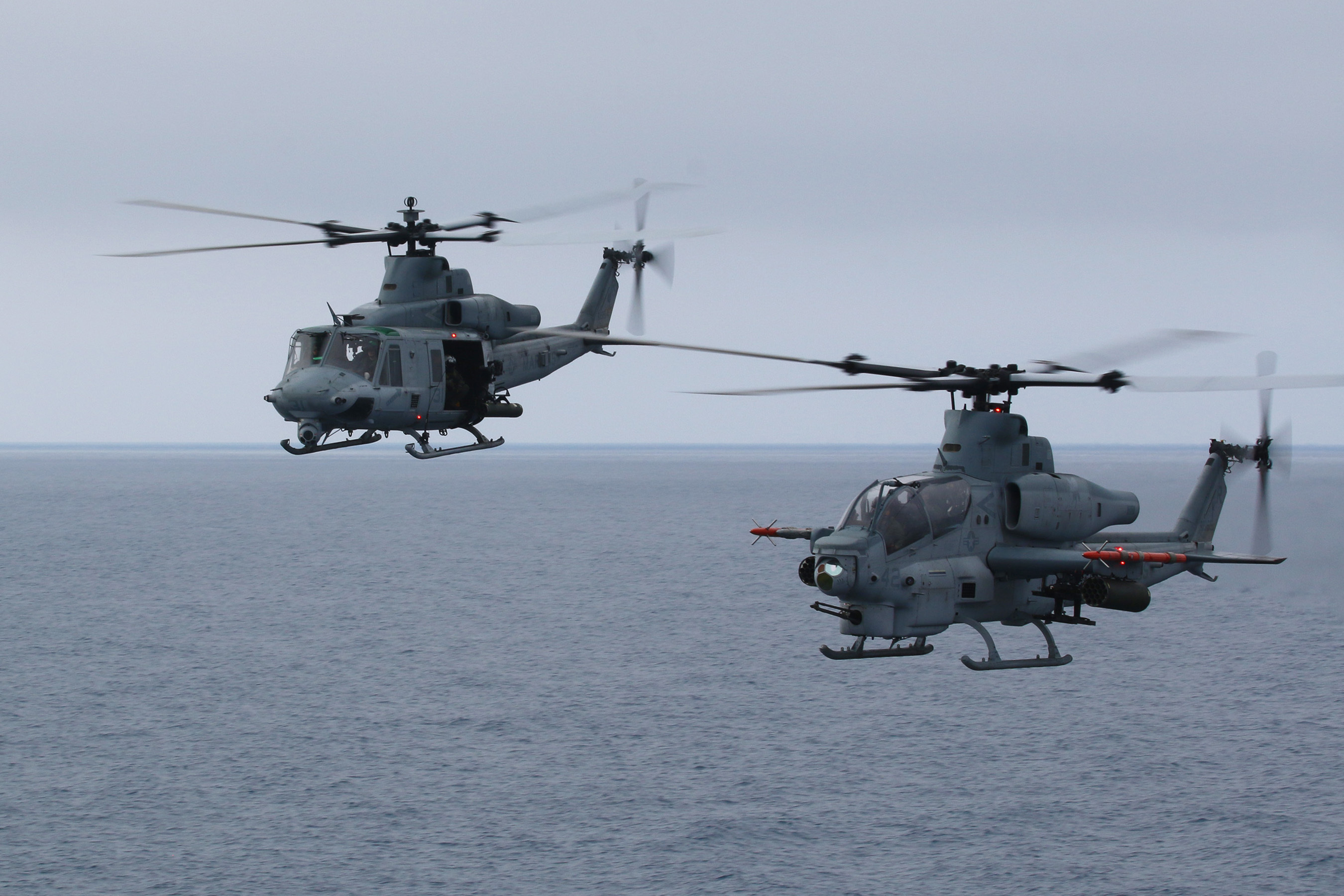
AH-1Zとペアで飛ぶUH-1Y
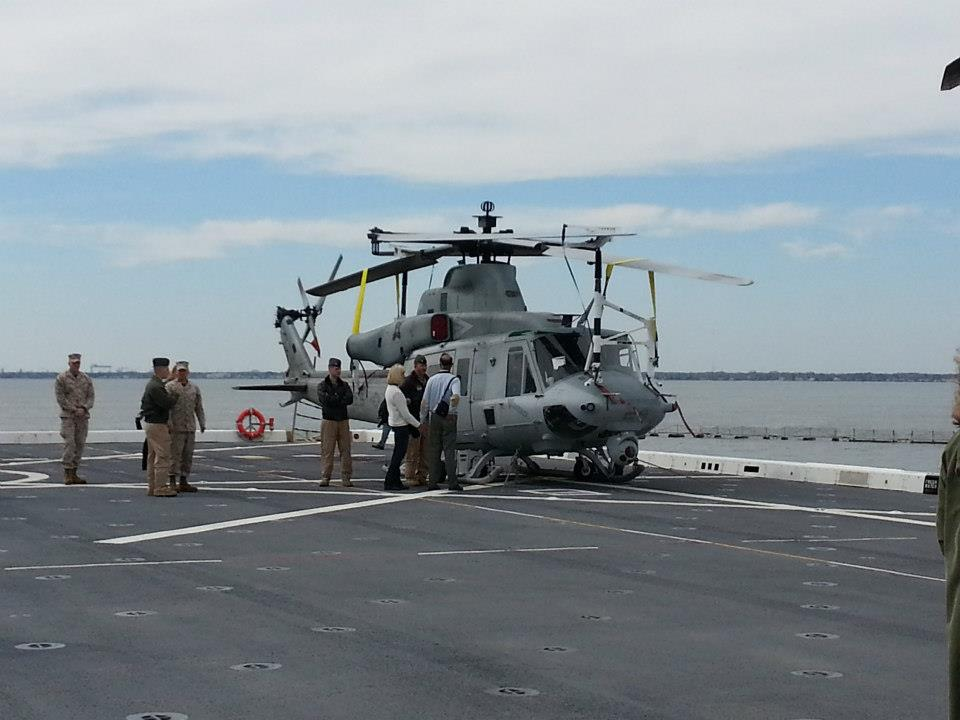
ブレードを畳んだ状態

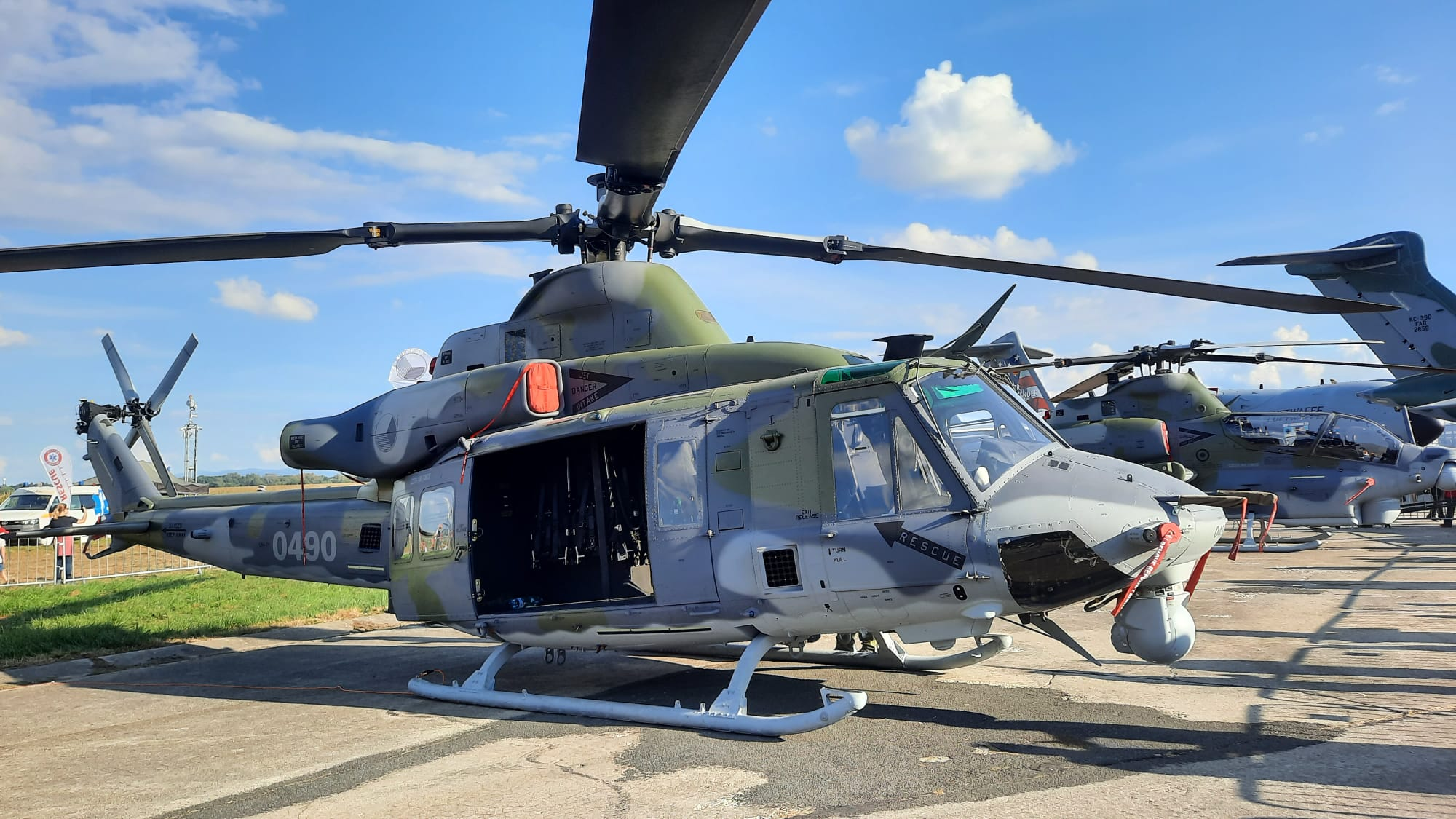
チェコ空軍のUH-1Y

2001年末に初飛行を行ったが、AH-1Zの試作機の設計変更により、2005年度会計からの承認となった。その後、2006年にAH-1Zと共に飛行テストが完了、2008年に初期作戦能力を付与され、2009年1月に配備が開始された。2019年に引き渡しは完了したが、2021年にはAH-1Zと共に採用を決めたチェコ空軍向けに生産が再開され、2023年から引き渡しが開始されている。
|              | UH-1Y                        | UH-60M                   | MV-22B                    | CH-47F                    | CH-53E                    |
| ------------ | ---------------------------- | ------------------------ | ------------------------- | ------------------------- | ------------------------- |
| 画像         |                              |                          |                           |                           |                           |
| 全長         | 17.78 m                      | 19.76 m                  | 17.5 m                    | 30.1 m                    | 30.2 m                    |
| 全幅         | 14.88 m                      | 16.36 m                  | 25.54 m                   | 18.3 m                    | 24.1 m                    |
| 全高         | 4.5 m                        | 5.13 m                   | 6.73 m                    | 5.7 m                     | 8.46 m                    |
| 空虚重量     | 5,370 kg                     | 4,819 kg                 | 15,032 kg                 | 10,185 kg                 | 15,071 kg                 |
| 積載量       | 3,020 kg                     | 5,220 kg                 | 9,070 kg                  | 10,886 kg                 | 13,610 kg                 |
| 最大離陸重量 | 8,390 kg                     | 10,660 kg                | 27,400 kg                 | 22,680 kg                 | 33,300 kg                 |
| 乗員数       | - 乗員2 - 4名 - 乗客6 - 10名 | - 乗員2 - 4名 - 乗客11名 | - 乗員4名 - 乗客24 - 32名 | - 乗員3名 - 乗客33 – 55名 | - 乗員5名 - 乗客37 - 55名 |
| 動力         | T700-GE-401C×2               | T700-GE-701D×2           | T406/AE 1107C×2           | T55-GA-714A×2             | T64-GE-416/416A×3         |
| 出力         | 1,828 shp (1,360 kW)×2       | 2,000 hp (1,500 kW)×2    | 6,150 hp (4,590 kW)×2     | 4,733 hp (3,529 kW)×2     | 4,380 shp (3,270 kW)×3    |
| 最大速度     | 304 km/h                     | 295 km/h                 | 565 km/h                  | 315 km/h                  | 315 km/h                  |
| 巡航速度     | 293 km/h                     | 278 km/h                 | 446 km/h                  | 240 km/h                  | 278 km/h                  |
| 航続距離     | 648 km                       | 2,200 km                 | 3,590 km                  | 2,252 km                  | 1,833 km                  |

## 性能・諸元

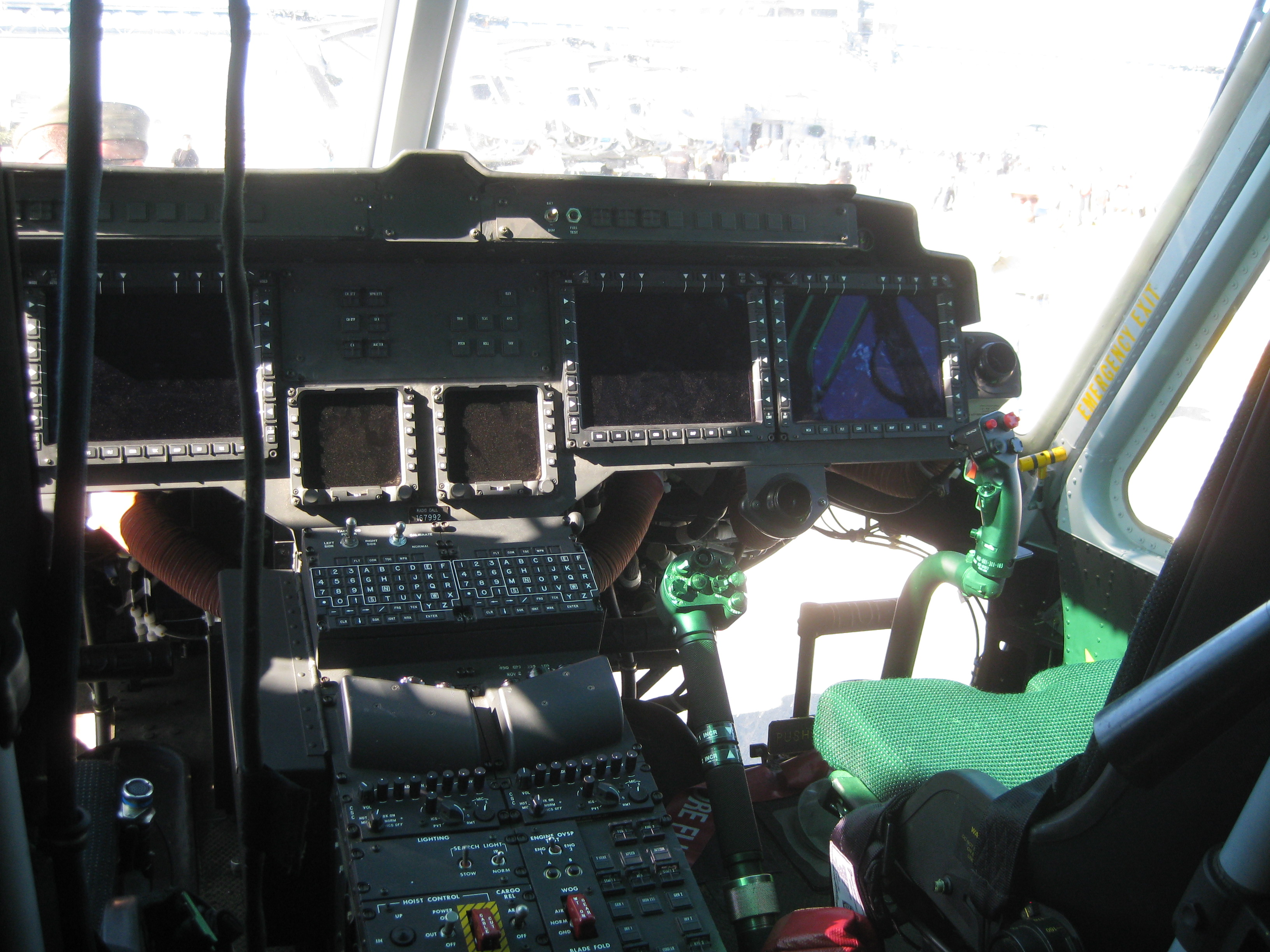
コックピット

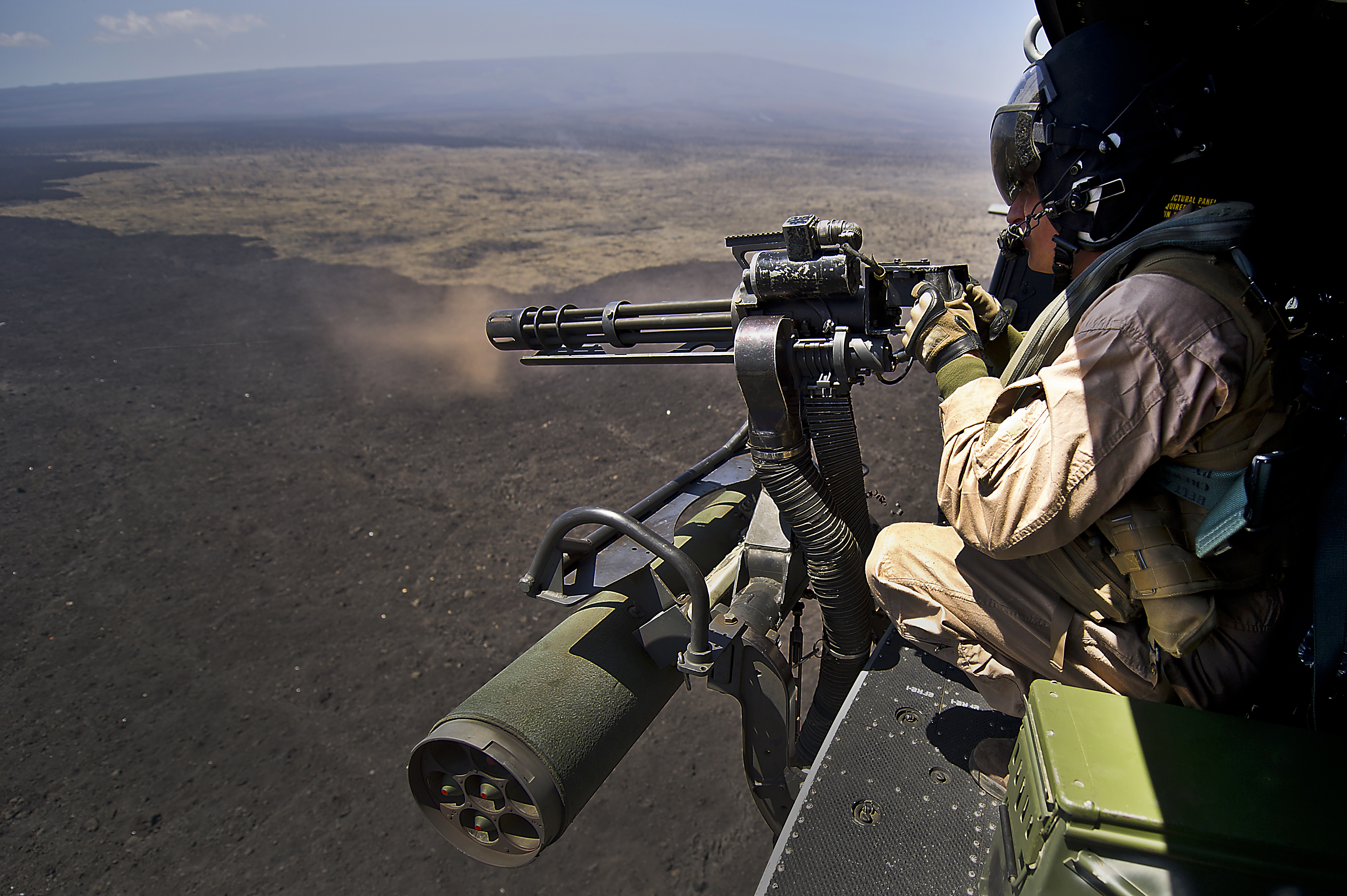
GAU-17とロケット弾ポッド

- 乗員：2-4名（操縦士、副操縦士、ガンナーなど）
- 定員：6-10名
- 全長：17.78m（58ft 4in）
- ローター直径：14.88m（48ft 10in）
- 全高：4.5m（14ft 7in）
- ローター回転面積：168.0 m2（1,808ft 2）
- 空虚重量：5,370kg（11,840lb）
- 搭載量：3,020kg（6,660lb）
- 最大離陸重量：8,390kg（18,500lb）

### 性能
- 動力：T700-GE-401C エンジン×2基
- 出力：最大（2.5分間）1,828shp（1,360kW）、連続定格1,546shp（1,150kW）×2
- 超過禁止速度：366km/h=M0.30（227mph, 198ノット）
- 最大速度：304km/h=M0.25（189mph, 164ノット）30分間
- 巡航速度：293km/h=M0.24（182mph, 158ノット）
- 戦闘行動半径：241km（150mi）
- 実用上昇限度：6,100m（20,000ft）
- 上昇率：12.8m/s（2,520ft/min）

### 武装
- ハイドラ70ロケット弾ポッド用ステーション×2
- GAU-16/GAU-21 50口径（12.7mm）重機関銃、GAU-17 7.62mmガトリング銃またはM240 7.62mm機関銃用マウント×2